# Helenowo (gmina Kleczew)
Helenowo – dawna kolonia w Polsce, w województwie wielkopolskim, w powiecie konińskim, w gminie Kleczew.  Miejscowość zniesiona 1 stycznia 2017. Miejscowość wchodziła w skład sołectwa Sławoszewo.
W latach 1975–1998 miejscowość administracyjnie należała do województwa konińskiego.